# Ettor och nollor
Ettor och nollor är en svensk miniserie i två avsnitt som hade premiär på Sveriges Television den 9 februari 2014. Serien är regisserad av Johan Renck och manuset är skrivet av Oskar Söderlund (med Said Legue som manuskonsult). För musiken står rockbandet Kent.

## Rollista i urval
- Jonathan Andersson – Sebbe
- Liv Mjönes – Petra
- Gustaf Skarsgård – Karl
- Aliette Opheim – Leilla
- Måns Herngren – Dick
- Elliott Hasselberg – Farid
- William Legue – Azad
- Matias Varela – Nicola
- Ove Wolf – Oleg
- Miodrag Stojanovic – Rinat
- Timo Nieminen – Ivan
- Tobias Jonasson – Stefan
- Kjell Wilhelmsen – Kjell
- Krister Kern – Marko
- Michalis Koutsogiannakis – Zaki
- Jonas Inde – Poliskommissarien
- Vera Vitali – Lisa
- Jennifer Brown – Anita